# Concepción de Agutaya
Concepción es una isla y también  barrio rural  del municipio filipino de quinta categoría de Agutaya perteneciente a la provincia  de Paragua en Mimaro,  Región IV-B.

## Geografía
Este barrio  se encuentra en situado la isla de Tinituán  situada  en el mar de Joló en las  Islas de Cuyos, archipiélago formado por  cerca de 45 islas situadas al noreste de la isla  de Paragua (Puerto Princesa), al sur de Mindoro (San José) y al oeste de la de  Panay (Iloílo).
Comprende además las siguientes islas e islotes: Alacar, Nyamolok, Silad Cambuag y Halog.

### Demografía
El barrio  de Concepción  contaba  en mayo de 2010 con una población de 3.210  habitantes, siendo el segundo más poblado del municipio.